# ツノゼミ科
ツノゼミ科 (ツノゼミか、Membracidae) は、カメムシ目（半翅目）に属する昆虫の科。世界で約600属3200種、日本では16種が記録されている。分類学的にはヨコバイやセミに近縁である。なお単にツノゼミというと、本科の種の総称、あるいは本科に属するツノゼミ Butragulus flavipes のいずれかを指す。
ツノゼミの多くの種では、その胸部背面に「奇妙で多様な」形態をした「ヘルメット」と呼ばれる構造を持つことで知られる。

## 形態
頭部は垂直方向に扁平で、単眼は2つある。触角は針状で短い。胸部背面には、ツノゼミに特有のヘルメット状の構造をもつが、その形態は種によって変化に富み、烏帽子形、剣形、樹木の枝のような形まで様々である。この構造は、前胸が変形して出来たものであると考えられていたが、2011年に、この構造は中胸の前翅、後胸の後翅とは別に系統発生的に昆虫の前胸にもかつて存在した第3の翅に相当するものであるとする仮説が、科学雑誌ネイチャーに発表された。しかし、昆虫の翅の基部構造を幅広く研究している北海道大学農学部の吉澤和徳は、この論文ではデータの解釈などに問題があり、結果としてその仮説も間違っていると反論している。この反論では、ツノゼミのヘルメット状構造は前胸が変形して生じたという従来の定説を支持している。

## 生態

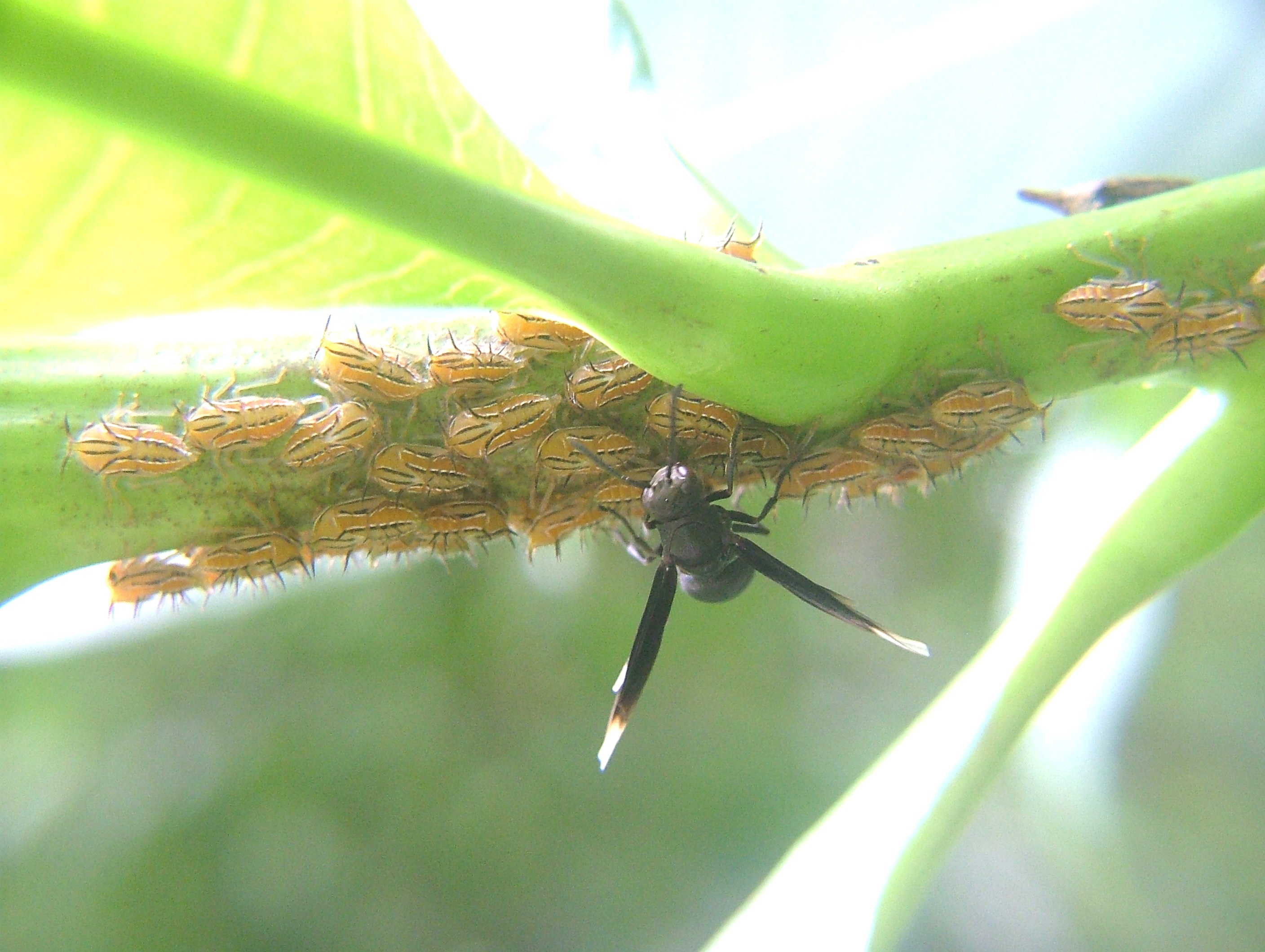
ツノゼミと共生するハチの1種 Parachartergus sp.

ツノゼミは植物の茎や樹の幹などの上で生活している。篩管液を餌とし、余剰の糖分と水分を甘露として排泄する。甘露はアリに食物として利用され、その代わりにアリはツノゼミを天敵から守るという相利共生関係にある。また、アリと同じ膜翅目スズメバチ上科にはツノゼミに対して同様の相利共生関係を築くスズメバチ科アシナガバチ亜科の Parachartergus apicalis なども知られている。

## 分類

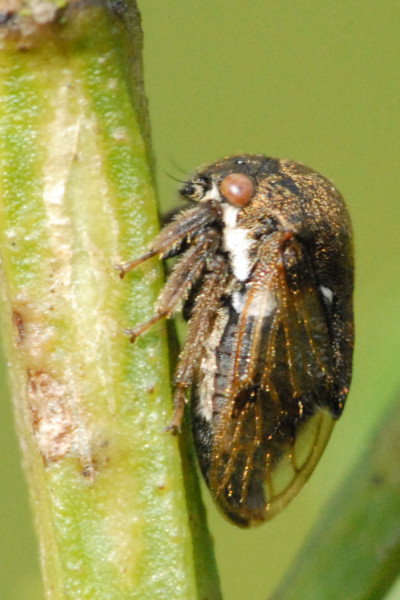
マルツノゼミ Gargara genistae

いくつかの亜科が記載されているが、分類体系についてはまだ議論がなされており、一部の亜科を別の亜科に含めるなどといった考え方も主張されている。中南米の亜熱帯あるいは熱帯地域には全亜科の種が生息するが、日本を含むアジアやオセアニア、アフリカはツノゼミ亜科の種しか記録されていない。
主な下位分類を以下に示す。なお和名は加藤 (1930) に従った。
- ツノゼミ亜科 Centrotinae
  - エボシツノゼミ属 Bulbauchenia
  - ニトベツノゼミ属 Centrotus
  - イカリツノゼミ属 Leptobelus
  - タカネツノゼミ属 Leptocentrus
  - ツノゼミ属 Orthobelus
  - セダカツノゼミ属 Pantaleon
  - コツノゼミ属 Tricentros
- Darninae
- Endoiastinae
- Heteronotinae
- Membracinae
- Nicomiinae
- Smiliinae
- Stegaspidinae

## 人間との関係
ほとんどの種は人間に対して無害であるが、ムラサキウマゴヤシを食害する Spissistilus festinus や、リンゴなどの果樹を主に食害するStictocephala bisonia などは、害虫として知られている。また、Oxyrachis tarandusという種が、ハーブとして利用されるアシュワガンダ (Withania somnifera) を利用していることが、2011年にインドで発見された。

## ギャラリー

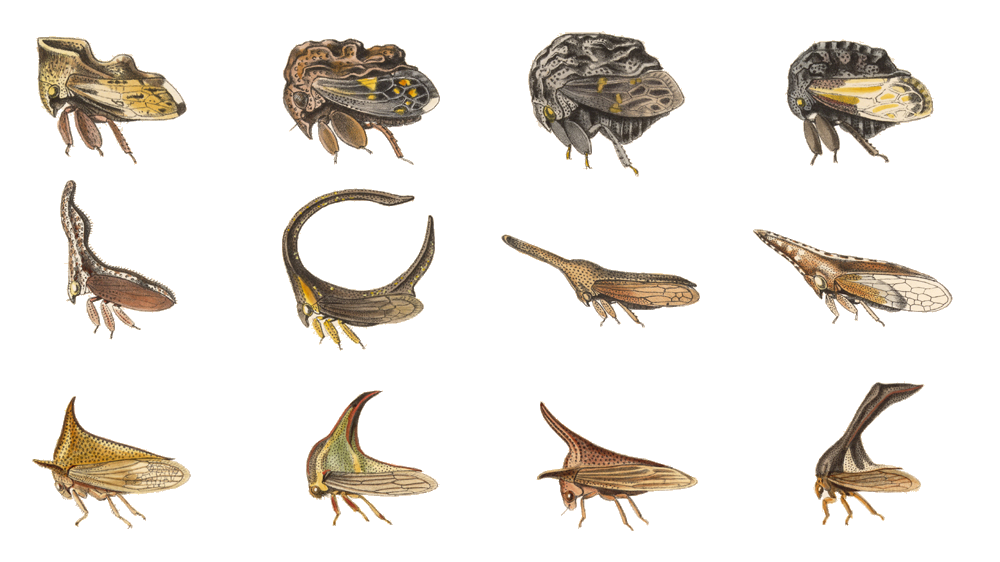
さまざまなツノゼミ。

| Tilopelta gibbera Hypsoprora anatina Triquetra grossa | Bolbonota corrugata Spongophorus ballista Umbonia orozimbo ♀ | Bolbonota insignis Phylia minor Triquetra apicalis | Bolbonota insignis Scalmophorus reticulatus Umbonia orozimbo ♂ |

## 関連書籍
- 丸山宗利『ツノゼミ　ありえない虫』（2011年、幻冬舎） ISBN 978-4344020115